# Les Arènes
Pour les articles homonymes, voir Arène (homonymie) et Palais omnisports Les Arènes.
Les Arènes (actuellement Éditions des Arènes) est une maison d'édition française fondée par Laurent Beccaria en 1997,, à l'occasion de la publication d'Une guerre de Dominique Lorentz. L'éditeur se développe par la suite avec des documents d'actualités, des livres commémoratifs, des témoignages, des livres d'Histoire et de sciences humaines, puis ouvre son catalogue à un département psychologie et éducation, aux Arènes BD, à la collection de romans noirs EquinoX et à un secteur jeunesse.
La société Les Arènes est absorbée par JNF Production (632027645) et dissoute le 3 juillet 2017 pour renaître sous le nom Editions Les Arènes, Laurent Beccaria restant à la tête du nouvel ensemble.

## Histoire
Après avoir racheté la société JNF Productions (et ses marques Éditions de l'Amateur et Éditions Marval), le 3 juillet 2017, la société est absorbée par JNF Production (632027645) et dissoute sans liquidation. Les Éditions des Arènes font l'objet le 25 juillet 2017 d'une fusion/dissolution dans JNF Productions 17-19 rue Visconti, 75006 Paris (632 027 645). La nouvelle société issue de la fusion s'appelle désormais Editions Les Arènes avec le même actionnaire et directeur Laurent Beccaria.
Les publications éclectiques sont le résultat de coups de cœur des éditeurs de la maison : Jean-Baptiste Bourrat (Histoire et témoignages), Catherine Meyer (Psychologie et Éducation), Laurent Muller (BD),, Laurence Lacour (enquête), Hélène de Virieu (Sciences-humaines), Aurélien Masson (EquinoX), Seymourina Cruse et Victoria Scoffier (Jeunesse). Le journaliste Mehdi Ba (de 1999 à 2008) et l'éditeur Florent Massot (de 2013 à 2018) ont également collaboré aux Arènes.
En 2008, Les Arènes ont abrité la création des revues XXI et 6Mois en association avec Patrick de Saint-Exupéry et Marie-Pierre Subtil, en 2016 la création du Festival du journalisme vivant de Couthures puis en 2017 le lancement des Rendez-vous de Juillet à Autun. En 2018, la création et l'échec de Ebdo a entrainé la disparition de la filiale créée avec Patrick de Saint-Exupéry, Rollin Publications, et la vente au plus offrant par le Tribunal de commerce des revues XXI et 6Mois, achetées par La Revue dessinée et Le Seuil. Les deux revues n'ont plus aucun lien avec Les Arènes.
Avec L'Iconoclaste, une maison associée depuis 1998, Les Arènes partagent des services communs et une filiale de diffusion intégrée et exclusive, Rue Jacob diffusion, dirigé par Elise Lacaze, depuis 2014. Après avoir été distribuées par la Sodis de juin 1997 à juin 2014, puis par Hachette (de juin 2014 à décembre 2020), les Arènes sont distribuées par Interforum.
En 2014 et en 2017, Les Arènes ont publié la meilleure vente d'essais et documents de l'année en 2014 (Merci pour ce moment de Valérie Trierweiler) et en 2017 (La Vie secrète des arbres de Peter Wohlleben) et en 2019 la meilleure vente de livres illustrés de l'année 2019 selon le palmarès Livres-Hebdo et GFK.
En mai 2020, à l'occasion de la fin du confinement, Les Arènes ont fabriqué pour les libraires et à titre solidaire un kit de reprise, et plaidé pour une plus grande maîtrise de la production par les éditeurs.

## Types d'ouvrage
Quelques grands axes :
- Mémoire et critique des médias : Les petits soldats du journalisme, (le premier livre de François Ruffin), Black List sur la censure dans les médias américains, l'Almanach critique des médias, anthologies des Grands reportages du Monde, de l'Autre Journal, de Télérama, etc.
- Analyse du monde du numérique : Algorithmes la bombe à retardement de Cathy O'Neil, Déclic[11] de Maxime Guedj et Anne-Sophie Jacques, The Valley, IA, la plus grande mutation de l'Histoire, etc.
- Géopolitique, avec une prédilection pour l'Afrique : Affaires atomiques, Noir Silence, L'Inavouable, l'Atlas global, l'Atlas historique mondial de Christian Grataloup.
- Lutte contre la criminalité financière : les livres d'Eva Joly et Denis Robert, etc.
- Témoignages : Je suis né un jour bleu de Daniel Tammet, Deux petits pas sur le sable mouillé de Anne-Dauphine Julliand, Femmes puissantes (T1 et T2) Léa Salamé
- Albums graphiques et BD de sciences-humaines : l'intégrale des dessins du New Yorker, Le Canard enchaîné : La Vᵉ République en 2 000 dessins, Le Fabuleux Album d'Amélie Poulain, Le Masque et la Plume, les bande-dessinées Le Cas Alan Turing, Texaco : et pourtant nous vaincrons, Sex Story, Economix, La Fantaisie des Dieux, L'incroyable histoire de la médecine du Professeur Fabiani et de Philippe Bercovici, La Présidente, Il était une fois en Amérique : une histoire de la littérature américaine, etc.
- Livres d'histoire : Hélie de Saint Marc, Les Héros de Budapest, Antoine et Consuelo de Saint-Exupéry, Paroles d'étoiles ou Paroles du jour J, Europa, L'Aube à Birkenau, etc.
- Albums de nostalgie : Chère École, Nos cahiers d'écoliers, Cahiers de récitations, Notre histoire en couleurs, etc.
- Thématiques sociétales engagées : Autisme, la grande enquête ; Fraternité Radicale ; Toxic, Ce pays que tu ne connais pas, etc.
- La psychologie scientifique et la méditation de plein conscience, Le Livre noir de la psychanalyse, les livres de Jon Kabat-Zinn, Rick Hanson et Martin Aylward.
- L'éducation : Calme et attentif comme une grenouille d'Eline Snell, Les lois naturelles de l'enfant de Céline Alvarez, la collection l'Education positive.
- La jeunesse : Histoires du soir pour filles rebelles, Qu'est ce qui rend heureux ?, L'enfant, la taupe, le renard et le cheval.
- Livres de nature : La vie secrète des arbres et tous les livres de Peter Wohlleben, L'homme-chevreuil de Geoffroy Delorme, L'année sauvage de Mark Boyle.
- Le roman noir : Mamie Luger de Benoit Philippon, Racket de Dominique Manotti, L'étoile du nord de DB John, Cherry de Nico Walker, City of Windows de Robert Pobi, Lëd de Caryl Ferey, etc

Le catalogue est un mélange de livres institutionnels (en coédition avec Radio France, l'Institut Gustave-Roussy (IGR), ATD-Quart Monde, Warner Bros., Le Monde, l'Histoire) et de livres à contre-courant, objets de violentes polémiques (Patrick de Saint Exupéry sur l'implication de la France auprès des génocidaires rwandais, Denis Robert et la chambre de compensation luxembourgeoise Clearstream, le livre à charge de François Ruffin contre Emmanuel Macron), et parfois de procès.
La maison d'édition est choisie à l'été 2014 par Valérie Trierweiler pour la publication de son essai autobiographique, Merci pour ce moment, en raison de son indépendance éditoriale. Laurent Beccaria a revendiqué cette publication dans une tribune publiée par Livres-Hebdo et un entretien dans L'Express.

## Polémiques
Les Arènes font l'objet d'une critique violente dans le livre de Pierre Péan, Noires fureurs, blancs menteurs (Mille et Une nuits, 2006), paru chez une marque de Fayard. L'auteur accuse la maison d'édition de faire partie, en ayant publié François-Xavier Verschave (Noir silence, Noir procès, Noir Chirac) et L'Inavouable de Patrick de Saint-Exupéry d'un « cabinet noir » pro-Tutsi qui aurait manipulé l'opinion internationale à propos du génocide des Tutsi, et prend la défense de Fayard et Claude Durand dans l'épisode Lorentz et attaque violemment Patrick de Saint-Exupéry,. Cependant, le livre de Pierre Péan est controversé.
Réagissant à la parution du Livre noir de la psychanalyse, la psychanalyste et historienne de la psychanalyse Élisabeth Roudinesco accuse les Arènes d'être « une maison spécialisée dans les dossiers noirs de tout » et vouée aux « thèmes conspirationnistes ». Laurent Beccaria, le directeur des éditions Les Arènes, a répondu publiquement de même que l'un des auteurs, Jacques Van Rillaer.

## Quelques auteurs
- Nicolas Beau
- Olivier Berruyer
- Hélie Denoix de Saint Marc
- Dominique Lorentz
- Denis Robert
- Mikkel Borch-Jacobsen
- François-Xavier Verschave
- Eva Joly
- Alain Chabat
- Patrick de Saint-Exupéry
- Jean-Pierre Jeunet
- Les Robins des Bois
- Bertrand Le Gendre
- August von Kageneck
- Boubacar Boris Diop
- Jérôme Garcin
- Jacques Van Rillaer
- Geneviève de Galard
- Patrick Denaud
- Valérie Trierweiler
- David Thomson
- Vincent Jarousseau
- Mathieu Palain
- Léa Salamé
- François Ruffin